# Olympische Sommerspiele 2024/Ringen
Bei den Olympischen Spielen 2024 in Paris wurden vom 5. bis zum 11. August 18 Wettbewerbe im Ringen im Grand Palais Éphémère ausgetragen. Während die Herren an beiden existierenden Disziplinen, Freistil und griechisch-römischer Stil, teilnahmen, nahmen die Damen ausschließlich am Freistilringen teil.

## Zeitplan
| Zeitplan Ringen                  | Zeitplan Ringen | Zeitplan Ringen | Zeitplan Ringen | Zeitplan Ringen | Zeitplan Ringen | Zeitplan Ringen | Zeitplan Ringen |
| Wettbewerbe                      | August 2024     | August 2024     | August 2024     | August 2024     | August 2024     | August 2024     | August 2024     |
| Wettbewerbe                      | 5.              | 6.              | 7.              | 8.              | 9.              | 10.             | 11.             |
| -------------------------------- | --------------- | --------------- | --------------- | --------------- | --------------- | --------------- | --------------- |
| Männer freier Stil               |                 |                 |                 |                 |                 |                 |                 |
| Bantamgewicht (bis 57 kg)        |                 |                 |                 |                 |                 |                 |                 |
| Leichtgewicht (bis 65 kg)        |                 |                 |                 |                 |                 |                 |                 |
| Weltergewicht (bis 74 kg)        |                 |                 |                 |                 |                 |                 |                 |
| Mittelgewicht (bis 86 kg)        |                 |                 |                 |                 |                 |                 |                 |
| Schwergewicht (bis 97 kg)        |                 |                 |                 |                 |                 |                 |                 |
| Superschwergewicht (bis 125 kg)  |                 |                 |                 |                 |                 |                 |                 |
| Männer griechisch-römischer Stil |                 |                 |                 |                 |                 |                 |                 |
| Bantamgewicht (bis 60 kg)        |                 |                 |                 |                 |                 |                 |                 |
| Leichtgewicht (bis 67 kg)        |                 |                 |                 |                 |                 |                 |                 |
| Weltergewicht (bis 77 kg)        |                 |                 |                 |                 |                 |                 |                 |
| Mittelgewicht (bis 87 kg)        |                 |                 |                 |                 |                 |                 |                 |
| Schwergewicht (bis 97 kg)        |                 |                 |                 |                 |                 |                 |                 |
| Superschwergewicht (bis 130 kg)  |                 |                 |                 |                 |                 |                 |                 |
| Frauen freier Stil               |                 |                 |                 |                 |                 |                 |                 |
| Fliegengewicht (bis 50 kg)       |                 |                 |                 |                 |                 |                 |                 |
| Bantamgewicht (bis 53 kg)        |                 |                 |                 |                 |                 |                 |                 |
| Weltergewicht (bis 57 kg)        |                 |                 |                 |                 |                 |                 |                 |
| Mittelgewicht (bis 62 kg)        |                 |                 |                 |                 |                 |                 |                 |
| Halbschwergewicht (bis 68 kg)    |                 |                 |                 |                 |                 |                 |                 |
| Schwergewicht (bis 76 kg)        |                 |                 |                 |                 |                 |                 |                 |
| Entscheidungen                   | 0               | 3               | 3               | 3               | 3               | 3               | 3               |

|  | Qualifikation |  | Medaillenentscheidung |

## Bilanz

### Medaillenspiegel
| Platz  | Land               | Gold | Silber | Bronze | Gesamt |
| ------ | ------------------ | ---- | ------ | ------ | ------ |
| 1      | Japan              | 8    | 1      | 2      | 11     |
| 2      | Iran               | 2    | 4      | 2      | 8      |
| 3      | Vereinigte Staaten | 2    | 2      | 3      | 7      |
| 4      | Bulgarien          | 2    | –      | –      | 2      |
| 5      | Kuba               | 1    | 1      | 3      | 5      |
| 6      | Georgien           | 1    | 1      | –      | 2      |
| 7      | Usbekistan         | 1    | –      | 1      | 2      |
| 8      | Bahrain            | 1    | –      | –      | 1      |
| 9      | Ukraine            | –    | 2      | 1      | 3      |
| 10     | China              | –    | 1      | 4      | 5      |
| 10     | Kirgisistan        | –    | 1      | 4      | 5      |
| 12     | Armenien           | –    | 1      | 1      | 2      |
| 13     | Chile              | –    | 1      | –      | 1      |
| 13     | Ecuador            | –    | 1      | –      | 1      |
| 13     | Kasachstan         | –    | 1      | –      | 1      |
| 13     | Moldau             | –    | 1      | –      | 1      |
| 17     | Aserbaidschan      | –    | –      | 3      | 3      |
| 18     | Albanien           | –    | –      | 2      | 2      |
| 18     | Nordkorea          | –    | –      | 2      | 2      |
| 18     | Türkei             | –    | –      | 2      | 2      |
| 21     | Dänemark           | –    | –      | 1      | 1      |
| 21     | Griechenland       | –    | –      | 1      | 1      |
| 21     | Indien             | –    | –      | 1      | 1      |
| 21     | Kolumbien          | –    | –      | 1      | 1      |
| 21     | Norwegen           | –    | –      | 1      | 1      |
| 21     | Puerto Rico        | –    | –      | 1      | 1      |
| Gesamt | Gesamt             | 18   | 18     | 36     | 72     |

### Medaillengewinner
Männer
| Disziplin                       | Gold                       | Silber                      | Bronze                                              |
| ------------------------------- | -------------------------- | --------------------------- | --------------------------------------------------- |
| Freistil                        |                            |                             |                                                     |
| Bantamgewicht (bis 57 kg)       | Rei Higuchi (JPN)          | Spencer Lee (USA)           | Aman Sehrawat (IND) Gulomjon Abdullaev (UZB)        |
| Leichtgewicht (bis 65 kg)       | Kotaro Kiyooka (JPN)       | Rahman Amouzad (IRI)        | Sebastian Rivera (PUR) Islam Dudaev (ALB)           |
| Weltergewicht (bis 74 kg)       | Razambek Jamalov (UZB)     | Daichi Takatani (JPN)       | Kyle Dake (USA) Chermen Valiev (ALB)                |
| Mittelgewicht (bis 86 kg)       | Magomed Ramasanow (BUL)    | Hassan Yazdani (IRI)        | Aaron Brooks (USA) Dauren Kurugliev (GRE)           |
| Schwergewicht (bis 97 kg)       | Akhmed Tazhudinov (BRN)    | Giwi Matscharaschwili (GEO) | Magomedchan Magomedow (AZE) Amir Ali Azarpira (IRI) |
| Superschwergewicht (bis 125 kg) | Geno Petriaschwili (GEO)   | Amir Hossein Zare (IRI)     | Taha Akgül (TUR) Giorgi Meschwildischwili (AZE)     |
| Griechisch-römischer Stil       |                            |                             |                                                     |
| Bantamgewicht (bis 60 kg)       | Ken’ichirō Fumita (JPN)    | Cao Liguo (CHN)             | Dscholoman Scharschenbekow (KGZ) Ri Se-ung (PRK)    |
| Leichtgewicht (bis 67 kg)       | Saeid Esmaeili (IRI)       | Parwis Nassibow (UKR)       | Hasrat Jafarov (AZE) Luis Orta (CUB)                |
| Weltergewicht (bis 77 kg)       | Nao Kusaka (JPN)           | Demeu Schadyrajew (KAZ)     | Akdschol Machmudow (KGZ) Malchas Amojan (ARM)       |
| Mittelgewicht (bis 87 kg)       | Semen Nowikow (BUL)        | Alireza Mohmadi (IRI)       | Schan Belenjuk (UKR) Turpal Bisultanov (DEN)        |
| Schwergewicht (bis 97 kg)       | Mohammad Hadi Saravi (IRI) | Artur Aleksanjan (ARM)      | Üsür Dschussupbekow (KGZ) Gabriel Rosillo (CUB)     |
| Superschwergewicht (bis 130 kg) | Mijaín López (CUB)         | Yasmani Acosta (CHI)        | Amin Mirzazadeh (IRI) Meng Lingzhe (CHN)            |

Frauen
| Disziplin                     | Gold                    | Silber                       | Bronze                                        |
| ----------------------------- | ----------------------- | ---------------------------- | --------------------------------------------- |
| Freistil                      |                         |                              |                                               |
| Fliegengewicht (bis 50 kg)    | Sarah Hildebrandt (USA) | Yusneylys Guzmán (CUB)       | Yui Susaki (JPN) Feng Ziqi (CHN)              |
| Bantamgewicht (bis 53 kg)     | Akari Fujinami (JPN)    | Lucía Yépez (ECU)            | Choe Hyo-gyong (PRK) Pang Qianyu (CHN)        |
| Weltergewicht (bis 57 kg)     | Tsugumi Sakurai (JPN)   | Anastasia Nichita (MDA)      | Helen Maroulis (USA) Hong Kexin (CHN)         |
| Mittelgewicht (bis 62 kg)     | Sakura Motoki (JPN)     | Iryna Koljadenko (UKR)       | Aissuluu Tynybekowa (KGZ) Grace Bullen (NOR)  |
| Halbschwergewicht (bis 68 kg) | Amit Elor (USA)         | Meerim Dschumanasarowa (KGZ) | Buse Tosun Çavuşoğlu (TUR) Nonoka Ozaki (JPN) |
| Schwergewicht (bis 76 kg)     | Yūka Kagami (JPN)       | Kennedy Blades (USA)         | Milaimys Marín (CUB) Tatiana Rentería (COL)   |

## Ergebnisse Freistil (Männer)

### Klasse bis 57 kg
| Platz | Land | Athlet               |
| ----- | ---- | -------------------- |
| 1     | JPN  | Rei Higuchi          |
| 2     | USA  | Spencer Lee          |
| 3     | IND  | Aman Sehrawat        |
| 3     | UZB  | Gʻulomjon Abdullayev |
| 5     | PUR  | Darian Cruz          |
| 5     | KGZ  | Beksat Almas Uulu    |
| 7     | ARM  | Arsen Harutjunjan    |
| 8     | ALB  | Zelimkhan Abakarov   |

### Klasse bis 65 kg
| Platz | Land | Athlet                |
| ----- | ---- | --------------------- |
| 1     | JPN  | Kotaro Kiyooka        |
| 2     | IRI  | Rahman Amouzad        |
| 3     | PUR  | Sebastian Rivera      |
| 3     | ALB  | Islam Dudaev          |
| 5     | MGL  | Tömör-Otschiryn Tulga |
| 5     | HUN  | Ismail Musukaev       |
| 7     | ARM  | Wasgen Tewanjan       |
| 8     | AZE  | Hacı Əliyev           |

### Klasse bis 74 kg
| Platz | Land | Athlet             |
| ----- | ---- | ------------------ |
| 1     | UZB  | Rasambek Schamalow |
| 2     | JPN  | Daichi Takatani    |
| 3     | USA  | Kyle Douglas Dake  |
| 3     | ALB  | Chermen Valiev     |
| 5     | SRB  | Chetag Zabolow     |
| 5     | TJK  | Wiktor Rassadin    |
| 7     | IRI  | Younes Emami       |
| 8     | CHN  | Lu Feng            |

### Klasse bis 86 kg
| Platz | Land | Athlet              |
| ----- | ---- | ------------------- |
| 1     | BUL  | Magomed Ramasanow   |
| 2     | IRI  | Hassan Yazdani      |
| 3     | USA  | Aaron Brooks        |
| 3     | GRE  | Dauren Kurugliev    |
| 5     | UZB  | Javrail Shapiev     |
| 5     | SMR  | Myles Amine         |
| 7     | JPN  | Hayato Ishiguro     |
| 8     | AZE  | Osman Nurməhəmmədov |

### Klasse bis 97 kg
| Platz | Land | Athlet                |
| ----- | ---- | --------------------- |
| 1     | BRN  | Akhmed Tazhudinov     |
| 2     | GEO  | Giwi Matscharaschwili |
| 3     | AZE  | Magomedchan Magomedow |
| 3     | IRI  | Amir Ali Azarpira     |
| 5     | UKR  | Murasi Mtschedlidse   |
| 5     | USA  | Kyle Snyder           |
| 7     | KAZ  | Älischer Jerghali     |
| 8     | POL  | Zbigniew Baranowski   |

### Klasse bis 125 kg
| Platz | Land | Athlet                   |
| ----- | ---- | ------------------------ |
| 1     | GEO  | Geno Petriaschwili       |
| 2     | IRI  | Amir Hossein Zare        |
| 3     | TUR  | Taha Akgül               |
| 3     | AZE  | Giorgi Meschwildischwili |
| 5     | KGZ  | Ajaal Lasarew            |
| 5     | POL  | Robert Baran             |
| 7     | HUN  | Dániel Ligeti            |
| 8     | MGL  | Mönchtöriin Lchagwagerel |

## Ergebnisse griechisch-römischer Stil (Männer)

### Klasse bis 60 kg
| Platz | Land | Athlet                     |
| ----- | ---- | -------------------------- |
| 1     | JPN  | Ken’ichirō Fumita          |
| 2     | CHN  | Cao Liguo                  |
| 3     | KGZ  | Dscholoman Scharschenbekow |
| 3     | PRK  | Ri Se-ung                  |
| 5     | IRI  | Mehdi Mohsennejad          |
| 5     | VEN  | Raiber Rodríguez           |
| 7     | UZB  | Islomjon Bakhromov         |
| 8     | TUR  | Enes Başar                 |

### Klasse bis 67 kg
| Platz | Land | Athlet                 |
| ----- | ---- | ---------------------- |
| 1     | IRI  | Saeid Esmaeili Leivesi |
| 2     | UKR  | Parwis Nassibow        |
| 3     | AZE  | Həsrət Cəfərov         |
| 3     | CUB  | Luis Orta              |
| 5     | KGZ  | Amantur Ismailow       |
| 5     | ARM  | Slawik Galstjan        |
| 7     | MDA  | Valentin Petic         |
| 8     | FRA  | Mamadassa Sylla        |

### Klasse bis 77 kg
| Platz | Land | Athlet             |
| ----- | ---- | ------------------ |
| 1     | JPN  | Nao Kusaka         |
| 2     | KAZ  | Demeu Schadyrajew  |
| 3     | ARM  | Malchas Amojan     |
| 3     | KGZ  | Akdschol Machmudow |
| 5     | UZB  | Aram Wardanjan     |
| 5     | AZE  | Sənan Süleymanov   |
| 7     | HUN  | Zoltán Lévai       |
| 8     | IRI  | Amin Kavianinejad  |

### Klasse bis 87 kg
| Platz | Land | Athlet             |
| ----- | ---- | ------------------ |
| 1     | BUL  | Semen Nowikow      |
| 2     | IRI  | Alireza Mohmadi    |
| 3     | UKR  | Schan Belenjuk     |
| 3     | DEN  | Turpal Bisultanov  |
| 5     | POL  | Arkadiusz Kułynycz |
| 5     | HUN  | Dávid Losonczi     |
| 7     | KAZ  | Nursultan Tursynow |
| 8     | SRB  | Alexander Komarow  |

### Klasse bis 97 kg
| Platz | Land | Athlet                |
| ----- | ---- | --------------------- |
| 1     | IRI  | Mohammad Hadi Saravi  |
| 2     | ARM  | Artur Aleksanjan      |
| 3     | CUB  | Gabriel Rosillo       |
| 3     | KGZ  | Üsür Dschussupbekow   |
| 5     | UZB  | Rustam Assakalov      |
| 5     | EGY  | Mohamed Gabr          |
| 7     | AIN  | Abubakar Chaslachanau |
| 8     | FIN  | Arvi Savolainen       |

### Klasse bis 130 kg
| Platz | Land | Athlet             |
| ----- | ---- | ------------------ |
| 1     | CUB  | Mijaín López       |
| 2     | CHI  | Yasmani Acosta     |
| 3     | IRI  | Amin Mirzazadeh    |
| 3     | CHN  | Meng Lingzhe       |
| 5     | AZE  | Sabah Şəriəti      |
| 5     | EGY  | Abdellatif Mohamed |
| 7     | LTU  | Mantas Knystautas  |
| 8     | KAZ  | Älimchan Sysdyqow  |

## Ergebnisse Freistil (Frauen)

### Klasse bis 50 kg
| Platz | Land | Athletin                      |
| ----- | ---- | ----------------------------- |
| 1     | USA  | Sarah Hildebrandt             |
| 2     | CUB  | Yusneylys Guzmán              |
| 3     | JPN  | Yui Susaki                    |
| 3     | CHN  | Feng Ziqi                     |
| 5     | UKR  | Oksana Liwatsch               |
| 5     | MGL  | Dolgordschawyn Otgondschargal |
| 7     | LTU  | Gabija Dilytė                 |
| 8     | AZE  | Mariya Stadnik                |

### Klasse bis 53 kg
| Platz | Land | Athletin            |
| ----- | ---- | ------------------- |
| 1     | JPN  | Akari Fujinami      |
| 2     | ECU  | Lucía Yépez         |
| 3     | PRK  | Choe Hyo-gyong      |
| 3     | CHN  | Pang Qianyu         |
| 5     | GER  | Annika Wendle       |
| 5     | MGL  | Batchujagiin Chulan |
| 7     | SWE  | Jonna Malmgren      |
| 8     | TUR  | Zeynep Yetgil       |

### Klasse bis 57 kg
| Platz | Land | Athletin           |
| ----- | ---- | ------------------ |
| 1     | JPN  | Tsugumi Sakurai    |
| 2     | MDA  | Anastasia Nichita  |
| 3     | USA  | Helen Maroulis     |
| 3     | CHN  | Hong Kexin         |
| 5     | CAN  | Hannah Taylor      |
| 5     | BRA  | Giullia Penalber   |
| 7     | ECU  | Luisa Valverde     |
| 8     | NGR  | Odunayo Adekuoroye |

### Klasse bis 62 kg
| Platz | Land | Athletin               |
| ----- | ---- | ---------------------- |
| 1     | JPN  | Sakura Motoki          |
| 2     | UKR  | Iryna Koljadenko       |
| 3     | KGZ  | Aissuluu Tynybekowa    |
| 3     | NOR  | Grace Bullen           |
| 5     | CAN  | Ana Godinez            |
| 5     | MGL  | Pürewdordschiin Orchon |
| 7     | USA  | Kayla Miracle          |
| 8     | BUL  | Biljana Dudowa         |

### Klasse bis 68 kg
| Platz | Land | Athletin               |
| ----- | ---- | ---------------------- |
| 1     | USA  | Amit Elor              |
| 2     | KGZ  | Meerim Dschumanasarowa |
| 3     | TUR  | Buse Tosun Çavuşoğlu   |
| 3     | JPN  | Nonoka Ozaki           |
| 5     | PRK  | Pak Sol-gum            |
| 5     | NGR  | Blessing Oborududu     |
| 7     | IND  | Nisha Dahiya           |
| 8     | POL  | Wiktoria Chołuj        |

### Klasse bis 76 kg
| Platz | Land | Athletin          |
| ----- | ---- | ----------------- |
| 1     | JPN  | Yūka Kagami       |
| 2     | USA  | Kennedy Blades    |
| 3     | COL  | Tatiana Rentería  |
| 3     | CUB  | Milaimys Marín    |
| 5     | KGZ  | Ajperi Medet Kyzy |
| 5     | ECU  | Génesis Reasco    |
| 7     | IND  | Reetika Hooda     |
| 8     | TUR  | Yasemin Adar      |

## Qualifikation
In jedem Wettkampf durfte pro Nation maximal ein Athlet antreten. Folgende Nationen hatten sich Quotenplätze gesichert:
| Nation                         | Männer      | Männer      | Männer      | Männer      | Männer      | Männer      | Männer                    | Männer                    | Männer                    | Männer                    | Männer                    | Männer                    | Frauen      | Frauen      | Frauen      | Frauen      | Frauen      | Frauen      | Gesamt   |
| Nation                         | Freier Stil | Freier Stil | Freier Stil | Freier Stil | Freier Stil | Freier Stil | Griechisch-römischer Stil | Griechisch-römischer Stil | Griechisch-römischer Stil | Griechisch-römischer Stil | Griechisch-römischer Stil | Griechisch-römischer Stil | Freier Stil | Freier Stil | Freier Stil | Freier Stil | Freier Stil | Freier Stil | Gesamt   |
| Nation                         | 57 kg       | 65 kg       | 74 kg       | 86 kg       | 97 kg       | 125 kg      | 60 kg                     | 67 kg                     | 77 kg                     | 87 kg                     | 97 kg                     | 130 kg                    | 50 kg       | 53 kg       | 57 kg       | 62 kg       | 68 kg       | 76 kg       | Athleten |
| ------------------------------ | ----------- | ----------- | ----------- | ----------- | ----------- | ----------- | ------------------------- | ------------------------- | ------------------------- | ------------------------- | ------------------------- | ------------------------- | ----------- | ----------- | ----------- | ----------- | ----------- | ----------- | -------- |
| Ägypten                        | X           |             | X           |             | X           | X           | X                         | X                         | X                         | X                         | X                         | X                         | X           |             |             |             |             |             | 11       |
| Albanien                       | X           | X           | X           |             |             |             |                           |                           |                           |                           |                           |                           |             |             |             |             |             |             | 3        |
| Algerien                       |             |             |             | X           |             |             | X                         | X                         | X                         | X                         | X                         |                           | X           |             | X           |             |             |             | 8        |
| Armenien                       | X           | X           |             |             |             |             |                           | X                         | X                         |                           | X                         |                           |             |             |             |             |             |             | 5        |
| Aserbaidschan                  | X           | X           | X           | X           | X           | X           | X                         | X                         | X                         | X                         |                           | X                         | X           |             |             |             |             |             | 12       |
| Australien                     |             | X           |             | X           |             |             |                           |                           |                           |                           |                           |                           |             |             |             |             |             |             | 2        |
| Bahrain                        |             |             |             |             | X           |             |                           |                           |                           |                           |                           |                           |             |             |             |             |             |             | 1        |
| Brasilien                      |             |             |             |             |             |             |                           |                           |                           |                           |                           |                           |             |             | X           |             |             |             | 1        |
| Bulgarien                      |             |             |             | X           |             |             |                           |                           | X                         | X                         |                           | X                         |             |             |             | X           |             | X           | 6        |
| Chile                          |             |             |             |             |             |             |                           | X                         |                           |                           |                           | X                         |             |             |             |             |             |             | 2        |
| China                          | X           |             | X           |             | X           | X           | X                         |                           |                           | X                         |                           | X                         | X           | X           | X           |             | X           | X           | 12       |
| Dänemark                       |             |             |             |             |             |             |                           |                           |                           | X                         |                           |                           |             |             |             |             |             |             | 1        |
| Deutschland                    |             |             |             |             | X           |             |                           |                           |                           |                           | X                         | X                         | X           | X           | X           | X           |             |             | 7        |
| Dominikanische Republik        |             |             |             |             | X           |             |                           |                           |                           |                           |                           |                           |             |             |             |             |             |             | 1        |
| Ecuador                        |             |             |             |             |             |             |                           | X                         |                           |                           |                           |                           |             | X           | X           |             |             | X           | 4        |
| Estland                        |             |             |             |             |             |             |                           |                           |                           |                           |                           | X                         |             |             |             |             |             |             | 1        |
| Finnland                       |             |             |             |             |             |             |                           |                           | X                         |                           | X                         |                           |             |             |             |             |             |             | 2        |
| Frankreich                     |             |             |             |             |             |             |                           | X                         |                           |                           |                           |                           |             |             |             | X           | X           |             | 3        |
| Georgien                       |             | X           |             | X           | X           | X           |                           | X                         |                           | X                         | X                         |                           |             |             |             |             |             |             | 7        |
| Griechenland                   |             |             | X           | X           |             |             |                           |                           |                           |                           |                           |                           |             | X           |             |             |             |             | 3        |
| Guam                           |             |             |             |             |             |             |                           |                           |                           |                           |                           |                           |             | X           | X           |             |             |             | 2        |
| Guinea-Bissau                  | X           |             | X           |             |             |             |                           |                           |                           |                           |                           |                           |             |             |             |             |             |             | 2        |
| Honduras                       |             |             |             |             |             |             |                           |                           |                           |                           | X                         |                           |             |             |             |             |             |             | 1        |
| Indien                         | X           |             |             |             |             |             |                           |                           |                           |                           |                           |                           | X           | X           | X           |             | X           | X           | 6        |
| Individuelle Neutrale Athleten |             |             | X           |             |             |             |                           |                           |                           |                           | X                         |                           |             |             |             |             |             |             | 2        |
| Iran                           | X           | X           | X           | X           | X           | X           | X                         | X                         | X                         | X                         | X                         | X                         |             |             |             |             |             |             | 12       |
| Italien                        |             |             | X           |             |             |             |                           |                           |                           |                           |                           |                           | X           |             | X           |             |             |             | 3        |
| Japan                          | X           | X           | X           | X           |             |             | X                         | X                         | X                         |                           |                           |                           | X           | X           | X           | X           | X           | X           | 13       |
| Kanada                         |             |             |             | X           |             | X           |                           |                           |                           |                           |                           |                           |             |             | X           | X           | X           | X           | 6        |
| Kasachstan                     | X           |             |             | X           | X           | X           | X                         |                           | X                         | X                         |                           | X                         |             |             |             |             |             |             | 8        |
| Kirgisistan                    | X           | X           |             |             |             | X           | X                         | X                         | X                         |                           | X                         |                           |             |             |             | X           | X           | X           | 10       |
| Kolumbien                      |             |             |             |             |             |             |                           |                           | X                         | X                         |                           |                           | X           |             |             |             |             | X           | 4        |
| Kuba                           |             | X           | X           |             | X           |             | X                         | X                         | X                         |                           | X                         | X                         | X           |             |             |             |             | X           | 10       |
| Litauen                        |             |             |             |             |             |             |                           |                           |                           |                           | X                         | X                         | X           |             |             |             |             |             | 3        |
| Marokko                        |             |             |             |             |             |             |                           |                           |                           |                           |                           | X                         |             |             |             |             |             |             | 1        |
| Mexiko                         | X           | X           |             |             |             |             |                           |                           |                           |                           |                           |                           |             |             |             |             |             |             | 2        |
| Moldau                         |             | X           |             |             | X           |             | X                         | X                         |                           |                           |                           |                           |             | X           | X           |             | X           |             | 7        |
| Mongolei                       |             | X           |             | X           |             | X           |                           |                           |                           |                           |                           |                           | X           | X           | X           | X           | X           | X           | 9        |
| Nigeria                        |             |             |             |             |             | X           |                           |                           |                           |                           |                           |                           |             | X           | X           | X           | X           | X           | 6        |
| Neuseeland                     |             |             |             |             |             |             |                           |                           |                           |                           |                           |                           |             |             |             |             | X           |             | 1        |
| Nordkorea                      |             |             |             |             |             |             | X                         |                           |                           |                           |                           |                           |             | X           |             |             | X           |             | 3        |
| Nordmazedonien                 | X           |             |             |             |             |             |                           |                           |                           |                           |                           |                           |             |             |             |             |             |             | 1        |
| Norwegen                       |             |             |             |             |             |             |                           |                           |                           |                           |                           |                           |             |             |             | X           |             |             | 1        |
| Polen                          |             |             |             |             | X           | X           |                           |                           |                           | X                         |                           |                           |             |             | X           |             | X           |             | 5        |
| Puerto Rico                    | X           | X           |             | X           |             | X           |                           |                           |                           |                           |                           |                           |             |             |             |             |             |             | 4        |
| Refugee Olympic Team           |             |             | X           |             |             |             | X                         |                           |                           |                           |                           |                           |             |             |             |             |             |             | 2        |
| Rumänien                       |             |             |             |             |             |             | X                         |                           |                           |                           |                           | X                         |             | X           |             | X           |             | X           | 5        |
| San Marino                     |             |             |             | X           |             |             |                           |                           |                           |                           |                           |                           |             |             |             |             |             |             | 1        |
| Samoa                          | X           |             |             |             |             |             |                           |                           |                           |                           |                           |                           |             |             |             |             |             |             | 1        |
| Schweden                       |             |             |             |             |             |             |                           |                           |                           |                           |                           |                           |             | X           |             | X           |             |             | 2        |
| Serbien                        |             |             | X           |             |             |             | X                         | X                         |                           | X                         | X                         |                           |             |             |             |             |             |             | 5        |
| Slowakei                       |             |             | X           |             |             |             |                           |                           |                           |                           |                           |                           |             |             |             |             |             |             | 1        |
| Südafrika                      |             |             |             |             | X           |             |                           |                           |                           |                           |                           |                           |             |             |             |             |             |             | 1        |
| Südkorea                       |             |             |             |             |             |             |                           |                           |                           |                           | X                         | X                         |             |             |             | X           |             |             | 3        |
| Tadschikistan                  |             |             | X           |             |             |             |                           |                           |                           |                           |                           |                           |             |             |             |             |             |             | 1        |
| Tunesien                       |             |             |             |             |             |             |                           | X                         |                           |                           |                           |                           |             |             |             | X           |             | X           | 3        |
| Türkei                         |             |             |             |             | X           | X           | X                         |                           | X                         | X                         |                           | X                         | X           | X           |             | X           | X           | X           | 11       |
| Ukraine                        |             |             |             | X           | X           | X           |                           | X                         |                           | X                         |                           |                           | X           |             | X           | X           | X           |             | 9        |
| Ungarn                         |             | X           |             |             |             | X           |                           |                           | X                         | X                         |                           |                           |             |             |             |             |             | X           | 5        |
| Usbekistan                     | X           |             | X           | X           |             |             | X                         |                           | X                         |                           | X                         |                           | X           |             |             |             |             |             | 7        |
| Venezuela                      |             |             | X           |             |             |             | X                         |                           |                           |                           |                           |                           |             | X           |             |             | X           |             | 4        |
| Vereinigte Staaten             | X           | X           | X           | X           | X           | X           |                           |                           | X                         | X                         | X                         | X                         | X           | X           | X           | X           | X           | X           | 16       |
| Gesamt: 62 NOKs                | 16          | 16          | 18          | 16          | 16          | 16          | 17                        | 16                        | 16                        | 16                        | 16                        | 16                        | 16          | 16          | 16          | 16          | 16          | 16          | 291      |